# Ivan Čolović
Ivan Čolović, cyr. Иван Чоловић (ur. w 1938 w Belgradzie) – serbski antropolog i etnolog; specjalista w zakresie tożsamości etnicznej i kulturowej ludności krajów Europy Środkowej i Południowej. Jest doktorem honoris causa Uniwersytetu Warszawskiego (2010).
Ukończył studia z zakresu bibliotekoznawstwa na Wydziale Filologicznym Uniwersytetu Belgradzkiego (1961), a następnie studia magisterskie z zakresu romanistyki (1972). W 1983 uzyskał doktorat z etnologii.
Był doradcą ds. oświaty w Jugosłowiańskim Komitecie UNESCO, lektorem i wykładowcą we Francji, redaktorem w kilku wydawnictwach.
Obecnie jest pracownikiem naukowym Instytutu Etnologii Serbskiej Akademii Nauk i prowadzi własne wydawnictwo Biblioteka XX vek. Jest autorem 9 książek i wielu artykułów w prasie specjalistycznej i naukowej (etnolingwistyka, antropologia polityczna, etnologia miasta). Laureat nagrody Herdera i Legii Honorowej.
Jest żonaty (żona Dubravka Stojanović jest historyczką), ma córkę Anę.

## Publikacje po polsku
- Polityka symboli. Eseje o antropologii politycznej 2001, tłum. Magdalena Petryńska, ISBN 83-7052-579-2
- Bałkany - terror kultury. Wybór esejów 2007, tłum. Magdalena Petryńska, ISBN 978-83-89755-71-1
- Etno. Opowieści o muzyce świata w Internecie 2012, tłum. Magdalena Petryńska, ISBN 978-83-61388-69-2
- Śmierć na Kosowym Polu. Historia mitu kosowskiego 2019, tłum. Zofia Dimitrijević, Agnieszka Łasek, Magdalena Petryńska, Małgorzata Wierzbicka, ISBN 978-83-66143-14-2
- Rozstanie z tożsamością 2021, tłum. Magdalena Petryńska, ISBN 978-83-7963-125-4.